# Villa Peter
Villa Peter (čp. 609) je reprezentativní novorenesanční vila na Prunéřovském předměstí v Kadani. Nachází se v ulici Kapitána Jaroše (tehdy Nádražní třída). Byla dokončena roku 1888. Jejím stavitelem a zároveň majitelem byl kadaňský architekt a stavitel Josef Peter, který je autorem celé řady dalších kadaňských vil (Villa Ehrler, Villa Paulus, Villa Herold etc.). Vila byla zároveň sídlem jeho prosperující stavební firmy.

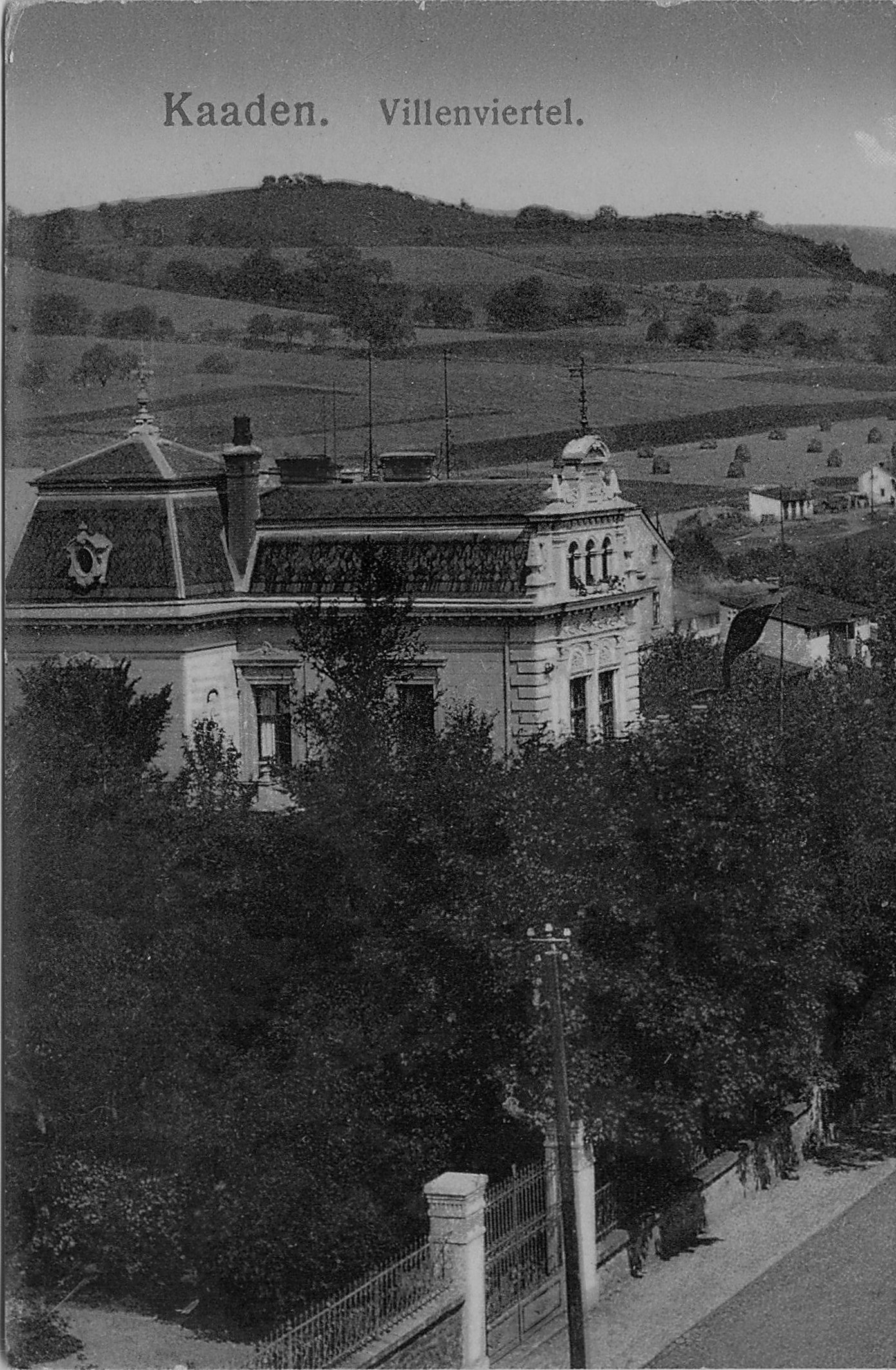
Villa Peter (Kpt. Jaroše čp. 609, Kadaň) - fotografie okolo roku 1900

## Výstavba
Jelikož byl Josef Peter velice úspěšný a měl mnoho zakázek, rozhodl se pro stavbu vlastní reprezentativní vily na tehdy módní Nádražní třídě, která měla zároveň sloužit jako sídlo jeho firmy. V letech 1887 a 1888 tak podle jeho vlastního projektu vznikla honosná Villa Peter. Přestože se již tehdy začala v architektuře uplatňovat secese, rozhodl se Peter pro stavbu zámečku v novorenesančním stylu s výrazným štítem a balkonem, který je podpírán antikizujícími sloupy. Ve štukové výzdobě fasády se hojně vyskytuje písmeno P odkazující na jméno majitele. Nad hlavním vchodem je navíc ještě jeden balkon s nikou, kde je umístěna antikizující socha dívky s amforou. Důležitým prvkem interiéru je centrální schodiště. Součástí areálu byl také stavební dvůr, k němuž náležely další budovy a navíc ještě jedna další budova vilového typu s novorenesančními prvky, se signaturou P a sgrafity s dětskými motivy.

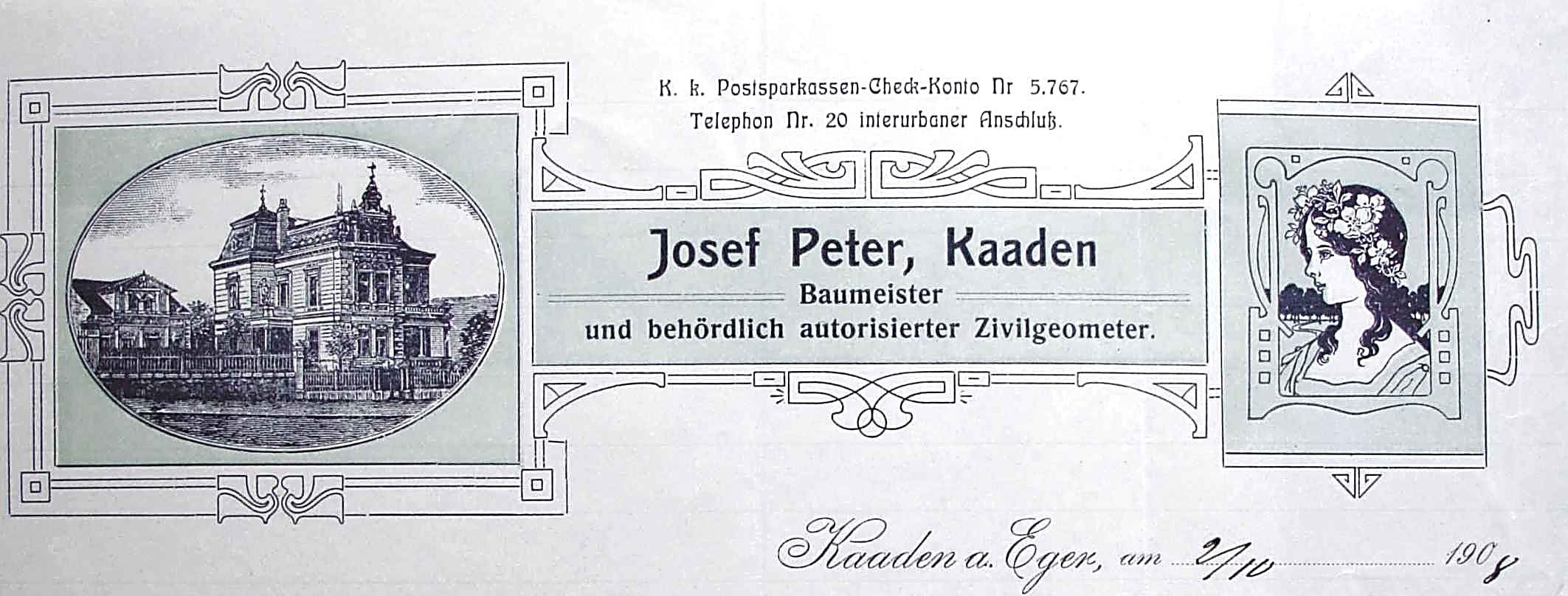
reklama na stavební firmu Josefa Petera

## Majitelé
Josef Peter (1850-1922) se narodil v Kadani do staré měšťanské rodiny. Nevíme sice, kde studoval, avšak nejpozději od 80. let 19. století působil jako stavitel a úředně autorizovaný civilní geometr. Od roku 1887 byl ženatý s Elisabeth Hambach (narozenou 1863), rodačkou z Vídně, která žila v Podlesicích. Měli spolu celkem pět dětí, Paula (narozen 1888), Elsu (narozená 1889), Josefa (narozen 1891), Oskara (narozen 1896) a Marii (narozená 1899). Mimo projektování a realizaci mnohých vil v Kadani je Josef Peter autorem řady dalších staveb v okolí. Například projektoval vyhlídkovou věž na Klínovci (1884), nebo novogotický kostel Nanebevzetí Panny Marie ve Velichově nad Ohří (1896).
V roce 1894 je ve vile jako nájemník doložen vysloužilý c. k. hejtman Anton Tawornig. Ostatně lze říci, že důstojníci bývali častými návštěvníky zdejšího salonu a hudebních večerů, které ve vile organisovala Elisabeth Peter, paní domu. Snad možná právě zde se Peterova nejstarší dcera Elsa setkala s nadporučíkem Antonem Fischerem, za kterého se roku 1914 provdala. Její bratr Oskar Peter promoval roku 1921 na Právnické fakultě Německé university v Praze a hned poté si v Kadani otevřel advokátní kancelář. Po smrti Josefa Petera v roce 1922 byla až do roku 1936 jako majitelka vily uváděna jeho manželka Elisabeth Peter, v roce 1941 byl však jediným vlastníkem areálu syn Paul Peter, který po otci převzal firmu a zdárně pokračoval v jeho stavitelské kariéře.
Roku 1945 byl celý areál s villou Peter zkonfiskován československým státem a rodina Peterů se byla nucena vystěhovat.